# Caísa

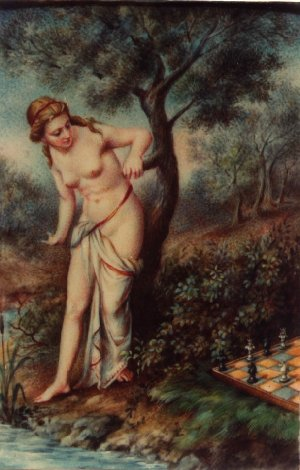
Iconografía de Caissa.

Caísa (en inglés Caïssa) es una dríade griega de Tracia venerada como la musa del ajedrez.
El mito de Caísa no existía en la Antigüedad, sino que se origina en un poema llamado Scacchia Ludus, escrito por Marco Girolamo Vida en el siglo XVI, en el que se introducía una diosa del ajedrez llamada Scacchia. Posteriormente el concepto fue retomado por William Jones en su poema Caïssa, escrito en 1763 en hexámetros. En el poema de Jones, Caísa inicialmente rechaza las proposiciones amorosas del dios de la guerra, Marte. Despreciado, Marte busca la ayuda del dios del deporte, Eufrón, quien crea el ajedrez como un regalo para Marte, para que se ganara el favor de Caísa.
Caísa es referida frecuentemente en comentarios relativos al ajedrez. Garry Kasparov acostumbra usar esta referencia, especialmente en su libro My Great Predecessors (Mis grandes predecesores, o Mis geniales predecesores). Es usado como sustituto para decir que se tiene suerte en el ajedrez ("Caísa estuvo conmigo"), especialmente en situaciones difíciles.

## Leyenda de Caísa
Caísa era una joven diosa que hacía predicciones sobre el porvenir. Viendo cómo serían los ejércitos del futuro decidió crear un juego en el que para ganar fuese necesaria la inteligencia y el valor. En el juego participarían dos ejércitos, uno blanco y otro negro, que intentaban matarse unos a otros; y se jugaría sobre un tablero dividido en ocho casillas por lado y alternativamente de color blanco y negro. Cada ejército estaba compuesto por ocho peones, dos torres, dos caballos, dos alfiles, una reina y un rey. Los peones tenían la habilidad de andar dos casillas en su primera jugada, pero recibían una maldición que les impedía matar a los soldados enemigos que estuvieran enfrente de ellos. Sólo podrían capturar a los que estuviesen en la casilla más próxima en diagonal. Las torres tenían la habilidad de enrocar con el rey, pero solo podrían mover en horizontal. En el enroque el rey pide defensa. Anda dos casillas en dirección a la torre y esta salta por encima para ponerse a su lado. Los caballos tienen la habilidad de saltar por encima de las murallas enemigas, pero solo podrían mover una casilla como la torre y una casilla en diagonal, y siempre alejándose. Los alfiles representan obispos y que no matan en nombre de la religión sino del rey. Por su gran crueldad reciben la maldición de poder moverse solo por las casillas de un mismo color, en diagonal. La dama, o reina, fue hecha a imagen de una diosa, por lo que se convirtió en la pieza más poderosa del tablero. Y el rey fue creado a imagen de los grandes guerreros que habrían de surgir. El rey recibió la maldición de no poder acercarse a una casilla del rey adversario.
Tras crear el juego Caísa resolvió esconderlo para que no lo viesen y se lo destruyesen. Como no sabía cuál sería un buen lugar para esconderlo decidió elegir cualquier lugar de la Tierra. Lanzó el juego y fue a caer en la India. Cuando los indios descubrieron el juego quedaron impresionados. Intentaron jugarlo de varias maneras, pero siempre había desacuerdos entre los jugadores. Cierto día decidieron hacer algunas reglas que debían se respetadas por todos los jugadores.
Pasaron muchos años desde que Caísa había lanzado el ajedrez a la Tierra, y decidió recuperar su juego para mostrarlo en su país, pero cuando supo que el juego ya era muy conocido y jugado decidió protegerlo, convirtiéndose en su musa y dejándolo definitivamente en la Tierra. 